# Comuna de Śniadowo
Śniadowo (polaco: Gmina Śniadowo) é uma gminy (comuna) na Polónia, na voivodia de Podláquia e no condado de Łomża. A sede do condado é a cidade de Śniadowo.
De acordo com os censos de 2004, a comuna tem 5685 habitantes, com uma densidade 35 hab/km².

## Área
Estende-se por uma área de 162,59 km², incluindo:
- área agrícola: 77%
- área florestal: 17%

## Demografia
Dados de 30 de Junho 2004:
|                      | Total   | Total | Mulheres | Mulheres | Homens  | Homens |
| -------------------- | ------- | ----- | -------- | -------- | ------- | ------ |
|                      | pessoas | %     | pessoas  | %        | pessoas | %      |
| População            | 5685    | 100   | 2800     | 49,3     | 2885    | 50,7   |
| Densidade (pop./km²) | 35      | 100   | 17,2     | 17,2     | 17,7    | 17,7   |

De acordo com dados de 2002, o rendimento médio per capita ascendia a 1276,32 zł.

## Subdivisões
- Brulin, Chomentowo, Dębowo, Duchny Młode, Grabowo, Jakać-Borki, Jakać Dworna, Jakać Młoda, Jastrząbka Młoda, Jemielite-Wypychy, Kołaczki, Konopki Młode, Koziki, Mężenin, Młynik, Olszewo, Osobne, Ratowo-Piotrowo, Sierzputy-Marki, Sierzputy Zagajne, Stare Duchny, Stara Jakać, Stara Jastrząbka, Stare Jemielite, Stare Konopki, Stare Ratowo, Stare Szabły, Strzeszewo, Szabły Młode, Szczepankowo, Śniadowo, Truszki, Uśnik, Uśnik-Dwór, Uśnik-Kolonia, Wierzbowo, Wszerzecz, Wszerzecz-Kolonia, Zagroby, Zalesie-Poczynki, Zalesie-Wypychy, Żebry, Żebry-Kolonia.

## Comunas vizinhas
- Czerwin, Łomża, Miastkowo, Stary Lubotyń, Szumowo, Troszyn